# 國民革命軍第三軍
國民革命軍第三軍為國民革命軍所屬的軍事武力，在民國十四年（1925年）7月1日由建國滇軍改組。第二次於1948年，由整編第38師、暫編第3師等部組成。

## 沿革历史

### 前身
前身為雲南省都督唐繼堯在護國戰爭後成立的護國第二軍，軍長李烈鈞，後由張開儒接任。隨著南方內戰延燒，護國軍自雲南開拔出省，發兵廣西，後在擁護孫中山的名義下於民國十一年（1922年）攻入廣東省與陳炯明對抗，佔領廣州，並迎接孫中山為大元帥。在開拔的過程中張開儒被其部下楊希閔奪權，楊希閔直到戰敗前皆是護國軍入粵後主事者。護國第二軍駐紮廣東後，改名為滇軍，後在民國十三年（1924年）改名為建國第一軍（建國滇軍）。
國民革命軍東征第一階段時，建國滇軍規模最盛，达3個師2.8萬人。被編入东征左翼軍。东征右翼軍擊敗陳炯明部，查獲楊希閔與陳炯明等私下通訊企圖反叛廣州國民政府的電報。孫中山過世後，建國滇軍與建國桂軍在1925年6月發動叛變，企圖佔領廣州。6月12日被建國粵軍與黃埔校軍聯軍擊敗。滇軍第1師師長趙成梁在广州瘦狗岭防线被炮毙，殘部投降，楊希閔逃往香港。國民政府委派滇人朱培德整編建國滇軍，雖然留下雲南籍軍官，但把雲南籍士兵遣散，僅留入粵后招募的新兵。

### 成軍北伐
1925年8月，建國滇軍編成國民革命軍第三軍，朱培德任軍長。下轄第7師（師長王均）、第8師（師長朱世貴）、第9師（师长朱培德兼）、炮兵營（營長張言傳）、憲兵營（營長武宣國），規模縮為1萬人。
1926年7月，國民革命軍第三軍率3个师（留2个团驻防原地）投入國民革命軍北伐。9月會同國民革命軍第二軍攻打湖南。10月初，協助國民革命軍第一軍及國民革命軍第六軍攻克南昌。之後國民革命軍第三軍負責南昌警備。:33
1927年5月初，國民革命軍第三軍擴編出國民革命軍第九軍，两军合編组建國民革命軍第五路軍，朱培德任總指揮。國民革命軍第三軍軍長由第7師師長王均升任。19团团长曾萬鐘1927年升任第9师师长。
1927年8月1日，朱德率领陆军第三军军官教导团参加南昌起義，编为起义部队第9军的一部分，朱德担第9军副军长。:33-34

### 第一次国共内战
1928年春3军与9军参加二次北伐，进至河北青县。1928年8月北伐结束。1928年10月，南京国民政府决定对全国军队进行整编。國民革命軍第三軍编遣为國民革命軍第7師，原軍長王均改任師長。李世龙、祝膏如、李文彬分任旅长。國民革命軍第九軍编遣为國民革命軍第12師，师长金汉鼎。
1929年3月參加蔣桂戰爭，第7師及第12師合編為第三軍，軍長朱培德，任讨逆军第一路左翼总指挥。1929年9月王均出任军长。:34陆军军官学校南昌分校教育长唐淮源调任第12师副师长兼第35旅旅长。1929年3月26日3军和5军组成第一路军讨伐桂系。
1929年10月14日，調至徐州討伐西北軍。1930年5月，中原大戰爆發，王均任攻毫军总指挥，围困孙殿英部，8月任陇海路右翼地区守备地区总指挥，第二总预备队指挥官，后任第七纵队指挥官，左翼挺进军总指挥，追击军第二路总指挥。中原大战后，1931年1月王均任津浦路守备司令。
1931年7月中旬，第三軍被編為「剿赤」軍南路集團軍第三軍團，參加討伐石友三。:34军长王均。下辖7师，师长王均兼（辖19旅、21旅）；12师师长曾万钟（前任为金汉鼎）（辖34旅、35旅）。1932年夏，王均任鄂豫皖三省剿匪军右路副总指挥兼第二纵队司令，在苏家埠战役中遭到红四方面军的沉重打击。1933年3月8日第12师师长曾萬鐘调任第7师师长，第12师副师长唐淮源升任第12师师长。1934年9月，該軍調往鄂豫皖參加圍剿中國工農紅軍第二十八军。长征胜利后，第三军调入西北围攻红军。
1936年11月8日，王均乘军用飞机赴前线督战，飞至甘肃省通渭县马营西浪石滩，坠机殒命。国民党政府追授陆军上将衔，葬南京中山陵。1936年11月，曾萬鐘任第3军代军长兼7师师长。唐淮源升任第三军副军长兼第十二师师长。西安事變發生後，被編入「討逆軍」第九縱隊、12月兼任西北剿匪总部第1纵队代司令官。:34

### 抗日戰爭
1937年8月，编入國民革命軍第十四集團軍，第3军军长兼郑州警备司令。1937年9月李世龙接任7师师长。第34旅旅长寸性奇升任第12师师长。
1938年夏，第三军自晋东北转入晋南中条山中部的闻喜、夏县以东地区。1938年7月隶属第35军团，军团长曾万钟。1939年2月第35军团改组为第5集团军（总司令曾万钟）。1939年7月，唐淮源接任軍長。1939年12月，唐淮源回滇奔母丧，寸性奇代理军长职指挥作战，在中条山小岭阵地争夺战中，血战九昼夜，击毙日军大队长江岛，联队长重松受重伤。1941年，唐淮源率领该军在张家镇守备。1941年5月，日军纠集伪军发动中条山战役。第十二军第34师被临时划拨唐淮源的第3军指挥，负责中条山东线的守卫。因战况不利，唐淮源受困于山西夏县，5月12日在悬山自杀，重庆国民政府追授其为陆军上将，云南省人民政府追认为革命烈士。34师师长公秉藩被俘变节。第12师师长寸性奇壮烈阵亡，中华人民共和国民政部颁发“革命烈士证书”；2014年9月名列第一批300名著名抗日英烈和英雄群体名录。第7师师长李世龙突围。吕继周继任第12师师长。
1941年7月1日，該軍重組，周體仁（该部出身，第五集团军参谋长）任軍長，李世龙任第三军副军长兼第七师师长。1943年转隶第八战区國民革命軍第三十四集團軍。:351943年新3师编入该军。1944年4月15日周體仁调升第34集团军（总司令李文）副总司令，李世龙接任军长。 1945年1月，第三军转隶國民革命軍第三十八集團軍；:35第三十六军军长罗历戎（四川渠县籍黄埔二期）与第三军军长李世龙对调职务，李世龙兼任第三十七集团军副总司令。下辖7师，师长李用章。12师，师长陈子干。新3师，师长邱开基（原任沈元镇）。
1940年6月29日，张岚峰的和平救国军第一军所部第一路司令曹大中、第二路司令宋克宾 、第三路司令孙敬轩趁张岚峰到开封参加苏豫边区绥靖司令胡毓坤就职典礼之机，将1.7万人拉走反正，张岚峰部仅剩2,000余人。1940年7月26日国民政府把反正部队授予新编第七军番号，隶属第一战区。和平救国军第一军第一路改编为暂编第25师，师长曹大中，调陕北宜川驻防，沿途逃亡极多，所剩无几，由突击兵团补充。1942年6月曹大中升任第八十军副军长，陆军军官学校七分校第十六期总队长黄埔三期的刘英继任师长。辖：
- 第1团：第一军补充团改编。团长潘如海/朱建贞
- 第2团：第十九路军61师121旅363团，团长劳冠英。后为第61师补充团，在韩城担任河防。1942年改编为暂25师2团。团长程怡福
- 第3团：第七十六军补充团改编。团长萧/张公。

1944年调韩城担任河防。11945年7月，新七军裁撤，暂编第25师改称第32师转隶第三军，渡河至闻喜县、河津。

### 第二次國共內戰時期
1945年10月4日从晋南开拔，10月31日进驻石门市。
- 军长
- 副军长杨光钰（黄埔二期）
- 军参谋长萧健
- 军政治主任彭相贤
- 军部直辖
  - 特务营：3个步兵连，1个警卫连
  - 炮兵营：3个连，每连日式山炮4门
  - 通信营：一连总机与有线电话，二连架设，无线排（电台4部）
  - 辎重营：一连扁担，二连胶轮大车，三连骡马
  - 工兵营：一连桥工，二连爆破，三连土工，通讯排
  - 汽车队：一吨半卡车40台
  - 野战医院
  - 担架排
- 第7师
- 第32师 师长刘英，副师长彭定颐 参谋长贺定纪（黄埔六期）
  - 第94团团长朱建贞，副团长梁广容
  - 第95团团长程怡福（十九路军行伍出身）/王孟湘（黄埔六期），副团长杨天一
  - 第96团团长张公，副团长童良初

1946年该军归保定绥靖公署辖制。
1947年10月罗历戎率领军部、第七师驰援保定。离开石门前，下令枪杀了狱中羁押的政治犯。清风店战役中國民革命軍第三軍被晋察冀野戰軍全殲。:35
1948年初，整編第三十八師第十七旅與新編第九師、暫編第三師等部合編為第三軍，許良鈺任軍長。同年5月，改編為整編第十六師，原軍長許良鈺任師長。下辖整编第17旅，王作栋任旅长;新编第9旅，于戒需任旅长;暂编第3旅，陈留陵任旅长。9月，整編第十六師改稱為第三軍，隸屬西安綏靖公署。暂编第3旅改为第250师。:351949年底，該軍在國民革命軍第五軍團編成內，被中國人民解放軍全殲於四川西部新津、邛崍地區。:36